# Auxerrois Blanc

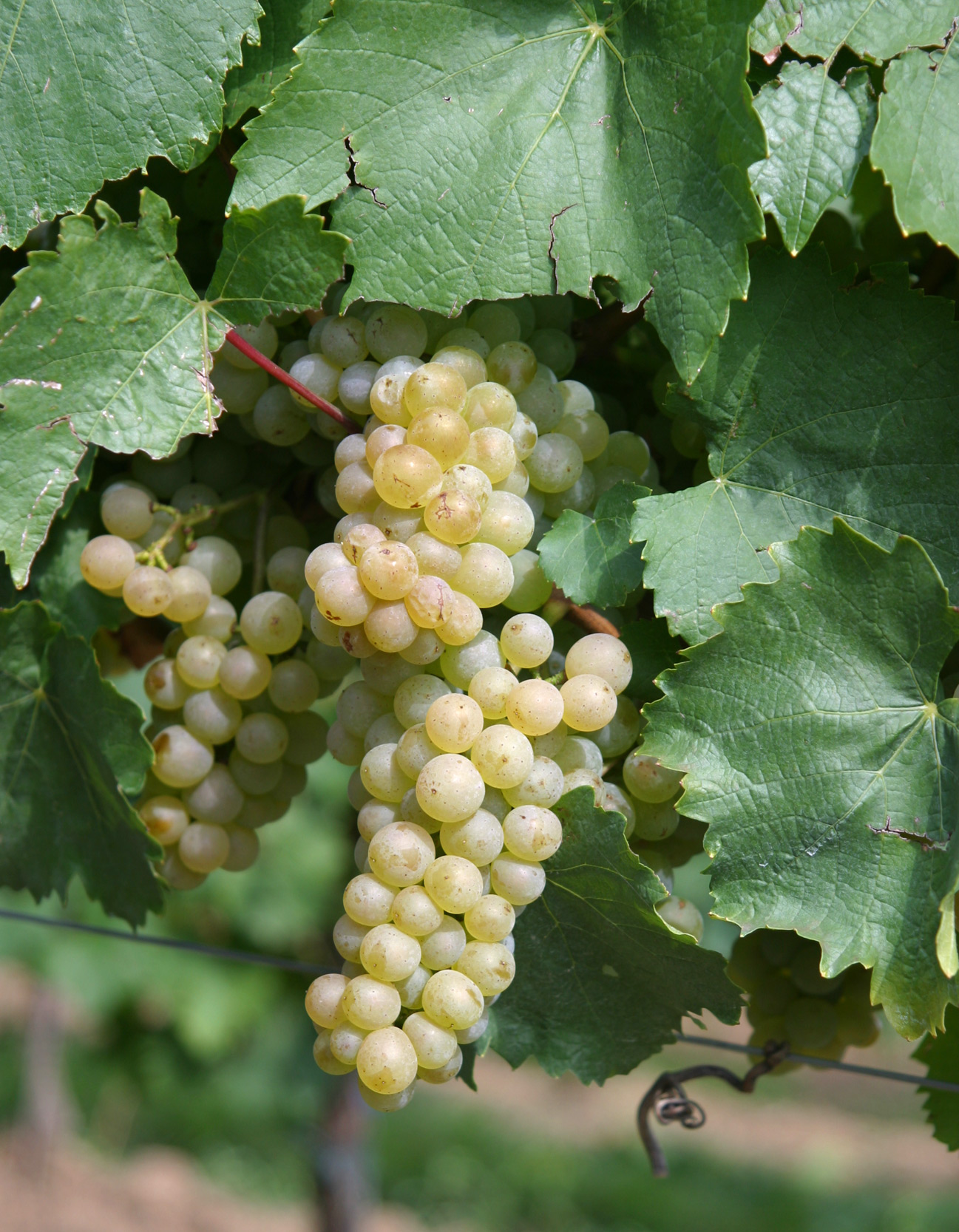
Hrozen odrůdy Auxerrois

Auxerrois Blanc (zkratka Ax, výslovnost [ox´roá]) je odrůda révy vinné (Vitis vinifera), která vznikla pravděpodobně spontánním křížením odrůd Gouais blanc[zdroj?] a Pinot v oblasti Lotrinska na východě Francie. Její jméno je však odvozeno z názvu hrabství Auxerre v Burgundsku.
Gouais blanc (Heunisch weiss) je starobylá moštová odrůda révy vinné, dnes pěstovaná pouze na malých plochách převážně na východě Evropy. Po celý středověk, až do poloviny 19. století, byla jednou z nejhojněji pěstovaných odrůd v Evropě. Poskytovala nepříliš kvalitní vína, jako kvantitativní odrůda dávala vysoké výnosy, a proto byla velmi oblíbená zvláště mezi poddanými, kteří platili vyráběným vínem daně a desátky. Název „Gouais“ je ostatně odvozen od starého francouzského přídavného jména „gou“, což byl poněkud výsměšný termín, přisuzující odrůdě a vínu roli podřadného pití pro sedláky. Společně s rodinou odrůd Tramín a Pinot je považována za základ moderních středoevropských odrůd. Je rodičem mnoha známých a kvalitních evropských odrůd révy. Genetické výzkumy ukazují, že nejméně 75 dnes pěstovaných odrůd vzniklo spontánním křížením této odrůdy s rodinou odrůd Pinot), jako příklad lze uvést odrůdy Aligoté, Chardonnay či Gamay. Úspěšnost a množství kříženců je vysvětlováno tím, že rodiče jsou geneticky velmi odlišní (rodina Pinot pochází z Burgundska a Gouais blanc odněkud z Panonie) a na vinohradech centrální Francie se obě odrůdy několik století pěstovaly vedle sebe. Odrůda Ryzlink rýnský je naproti tomu křížencem odrůd Gouais blanc x Tramín.

## Popis
Réva vinná (Vitis vinifera) odrůda Auxerrois Blanc je jednodomá dřevitá pnoucí liána dorůstající v kultuře až několika metrů. Kmen tloušťky až několik centimetrů je pokryt světlou borkou, která se loupe v pruzích. Úponky révy jsou středně dlouhé, umožňují této rostlině pnout se po pevných předmětech. Růst je středně bujný až bujný, s polovzpřímenými letorosty. Vrcholek letorostu je otevřený, žlutozelený, takřka bez antokyaninové pigmentace až velmi slabě pigmentovaný, slabě až středně silně bíle vlnatě ochmýřený. Internodia a nodia jsou zelená s červenými pruhy, takřka bez ochmýření, pupeny jsou silně zabarvené antokyaniny. Mladé lístky jsou mě´dnatě žluté, slabě zabarvené antokyaniny, pouze slabě pavučinovitě ochmýřené. Jednoleté réví je eliptického průřezu, tmavě hnědé, hladké.
List je středně velký, tvar čepele okrouhlý, slabě tří- až pětilaločný s velmi mělkými až mělkými horními bočními výkroji. Vrchní strana čepele listu je tmavě zelená, mírně vrásčitá, průměrně puchýřnatá, rub listu je takřka lysý, žilnatina listu v okolí řapíku je slabě zabarvená antokyaniny. Řapíkový výkroj je lyrovitý, otevřený, řapík je kratší až stejně dlouhý, jako medián listu, narůžovělý.
Oboupohlavní pětičetné květy v hroznovitých květenstvích jsou žlutozelené, samosprašné. Plodem je malá až středně velká (15x14 mm), okrouhlá, uniformní bobule s tenkou slupkou žlutozelené barvy (existuje též mutace Auxerrois Gris s bobulemi šedorůžové barvy), dužina je řídká, jemná, nezbarvená, sladké, neutrální chuti. Stopečky bobulí jsou krátké, obtížně oddělitelné od slupky. Hrozen je malý až středně velký, středně hustý, válcovitě-kuželovitý, s krátkou, průměrně lignifikovanou stopkou. Jeho váha se pohybuje mezi 100 až 150 gramy.

## Původ a rozšíření
Auxerrois Blanc, moštová odrůda vinné révy (Vitis vinifera), vznikl pravděpodobně spontánním křížením odrůd Gouais Blanc a Pinot v oblasti Lotrinska na východě Francie. V údolí řeky Mosely byla prokazatelně pěstována před rokem 1914, kdy ji zde objevil a studoval ředitel vinařského ústavu v Laquenexy jménem Wanner. Po roce 1950 se objevila na alsaských vinicích a odtud se postupně rozšířila do Evropy.
V současnosti jsou tradičními pěstiteli Francie, Německo a Lucembursko. Ve Francii jsou registrovány dva klony. Pěstuje se zde ve vinařských oblastech Alsasko, Champagne, Burgundsko a Mosela. V roce 1999 zde vinice s odrůdou Auxerrois Blanc pokrývaly 1 997 hektarů. Tvoří zde součást vín AOC Alsace. V Lucembursku tvořila v roce 1989 celková plocha pěstování Auxerrois Blanc 157 ha, v Německu se pěstuje v regionech Alsasko, Bádensko, Falc – celkově v roce 2005 na 177 ha.
V Anglii, Švýcarsku a v Česku je pěstována zatím jen v menších výsadbách, u nás roku 2010 na 49 ha, průměrný věk vinic v té době činil 9 let. Roku 2005 byla odrůda Auxerrois vysazena v Evropě celkově na cca 2 600 ha. V roce 2004 byla odrůda zapsána do Státní odrůdové knihy České republiky. Udržovatelem odrůdy v Česku je Národní centrum zemědělského a potravinářského výzkumu a jeho Výzkumná stanice vinařská Karlštejn. Například na Slovensku není registrována ani pěstována.
Dále je pěstována mimo jiné k roku 1992 v Jižní Africe na 14 ha a r. 1991 v Kanadě, v Ontariu, na 8 ha.

## Název
Název Auxerrois pravděpodobně dostala podle hrabství Auxerrois, které se nacházelo mezi severním Burgundskem a oblastí Chablis. Přídomek Blanc, tedy česky bílý, označuje odrůdu, jejíž hrozny jsou používány k výrobě bílých vín. Další používaná synonyma této odrůdy jsou : Оксерруа, Оксерруа блан a Пино Оксерруа (Rusko), Auxois, Auxera, Auxerroa (Francie), Blanc de Laquenexy, Aucerot, Aukseroa blan (Bulharsko), Auxera, Auxerrois de Laquenexy, A. Gris, Auxérrois (Španělsko), Auxois, Auzerrois Blanc, Blanc de Kienzheim, Ericey de la Montée, Okseroa, Pinot Auxerrois (Alsasko), Weißer Auxerrois.

## Pěstování
Na polohu je náročná, vyhovují ji lokality s dostatečným osluněním, ale ne s úplně teplým počasím v letním období. Odrůda je vhodná pro pěstování v obou vinařských oblastech Česka. Podnože se volí podle typu půd a tvaru keře, doporučovány jsou SO-4 nebo Cr 2. Může se pěstovat na většině vedení bez nároků na specifický řez. Výnos je středně vysoký, v rozmezí 7-11 t/ha při cukernatosti 17-23 °NM a obsahu kyselin je 7-10 g/l. Ve zkouškách pro registraci bylo dosaženo v tříletém průměru 10,5 t/ha o průměrné cukernatosti 18,3 °NM. Výnosy může snížit sprchávání.

### Fenologie
Doba rašení oček je středně pozdní, stejně jako dozrávání. Růst je středně bujný, réví dobře vyzrává. Sklizňová zralost začíná ve třetí dekádě září, sklízí se až do poloviny října (např. v Polsku ve druhé dekádě října).

### Choroby a škůdci
Proti napadení plísní révovou (Plasmopara viticola) je odrůda odolná, proti napadení padlím révovým (Uncinula necator) je středně odolná. Vzhledem k tenké slupce bobulí je náchylnější k napadení plísní šedou (Botrytis cinerea). Proti poškození zimními mrazy je středně odolná (do -21 °C, vzhledem k ranému rašení ji mohou poškozovat jarní mrazy).

### Půdy
Požadavky na půdu jsou též vyšší. Nesnáší suché lokality, optimální jsou vododržné a živinami dobře zásobené půdy. Toleruje i vyšší obsah vápníku.

## Víno

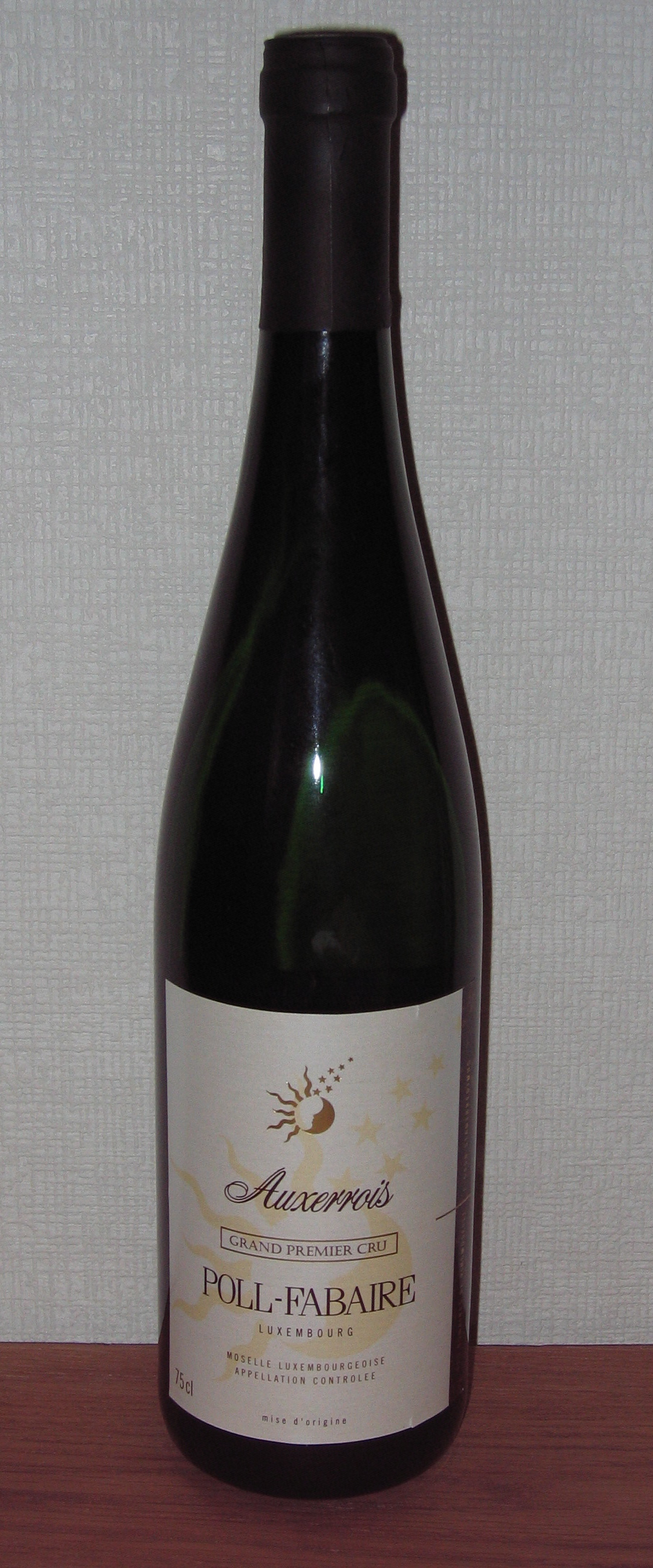
Láhev Lucemburského Auxerrois

### Charakteristika vína
Barva typového odrůdového vína je zelenožlutá, vůně živá, jemná, decentní, výraznější nežli u Rulandského bílého, chuť neutrální, plná, poněkud tříslovitá, základní aroma je ovocité. Ve vůni se detekují lískové ořechy, chřest či čerstvě posečená tráva, tropické ovoce, koření, grapefruity a bílé květy. Pro výrobu jakostních vín je vhodná též metoda sur lie, která zvýrazní aroma a zakulatí chuťový dojem z vína.
Víno odrůdy Auxerrois se pije většinou mladé, ale vína s přívlastky kategorií pozdní sběr a výše se dají úspěšně archivovat i několik let. Charakterem připomíná víno odrůdy Rulandské bílé, je také spíše neutrální až jemné aromatické chuti, ovšem je poněkud plnější. Jeho pižmová bohatost má bezprostřední půvab, odrůda má však sklon k nižšímu obsahu kyselin při úplném vyzrání hroznů. V teplejších oblastech mohou být proto vína až příliš bohatá a nevyrovnaná. Odrůdová vína mají vyšší obsah tříslovin a proto jsou vhodná též pro výrobu sektů.
Synonymum jména názvu odrůdy, používané v Alsasku, Pinot Auxerrois, není v Česku povoleno uvádět na vinětách.

### Stolování
Mladé víno Auxerrois je vhodné k předkrmům, k uzeným rybám nebo k plodům moře. Vyzrálé se pak hodí ke světlým masům a výběry k plísňovým sýrům. Vzhledem k příbuznosti s Rulandským bílým či Chardonnay lze vína Auxerrois podávat k mírně upraveným hovězím a vepřovým masům či k drůbežím pokrmům. Vyzrálé víno pak k bažantovi či divočině. Vína s vyšší kyselostí taktéž k ústřicím. Mezi sýry volíme měkké sýry s bílou plísní. Dále je vhodné k paštikám, hustším polévkám a bílým omáčkám.